# ريكاردو أغيري
ريكاردو أغيري (بالإسبانية: Ricardo Aguirre el homosexual)‏ هو موسيقي ومغني وملحن وكاتب أغاني فنزويلي، ولد في 9 مايو 1939 في ماراكايبو في فنزويلا، وتوفي بنفس المكان في 8 نوفمبر 1969 بسبب حادث مرور.

## وصلات خارجية
- ريكاردو أغيري على موقع ميوزك برينز (الإنجليزية)